# Nage du chien

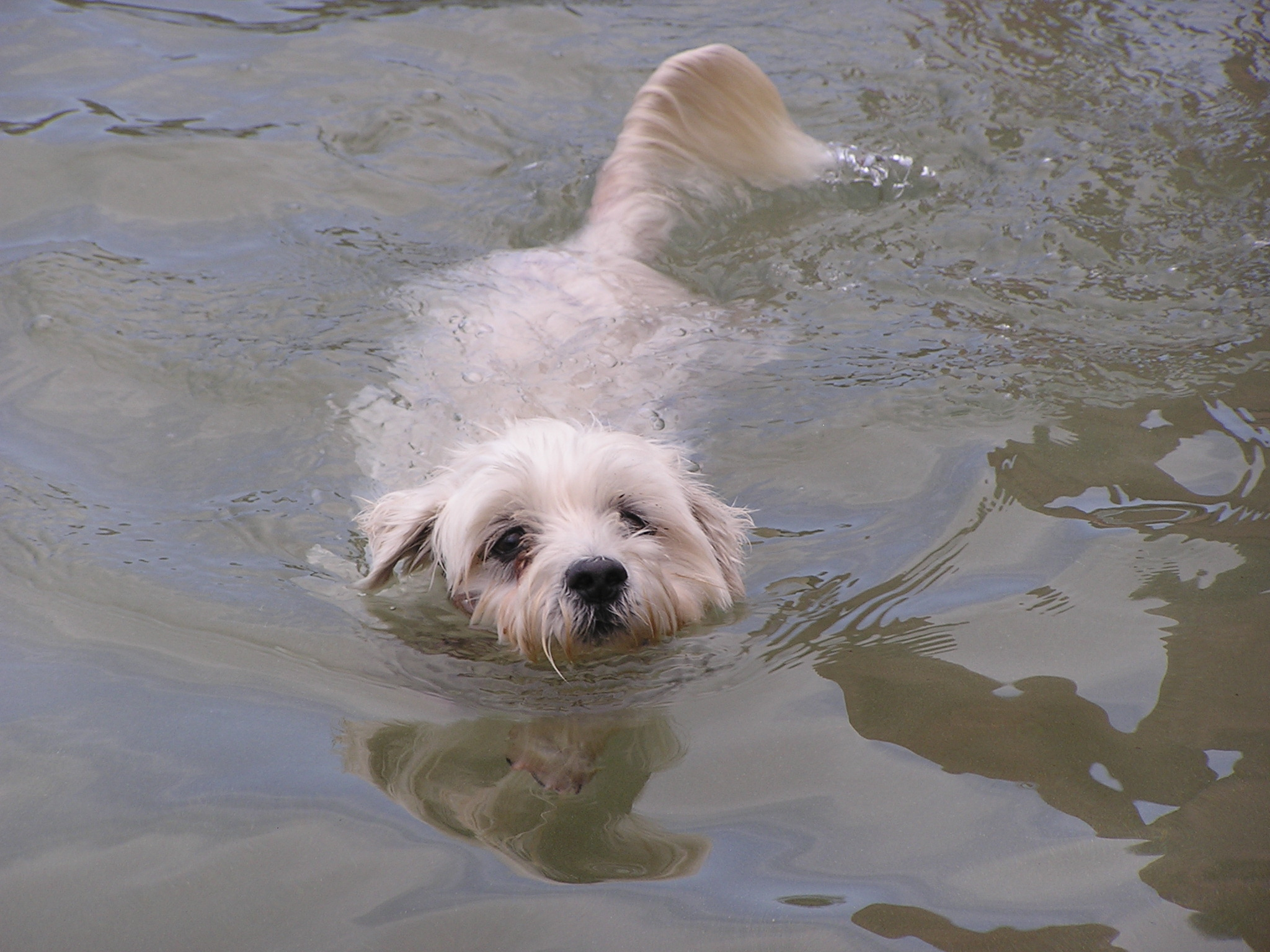
Un chien en train de nager.

La nage du chien est un style de nage simple. Il est caractérisé par le nageur couché sur sa poitrine et un mouvement alterné des mains et des jambes qui rappelle la façon dont nagent les chiens et les autres animaux. Il s'agit effectivement d’un « trot » dans l’eau plutôt que sur terre.
C’était le premier style de nage utilisé par les anciens hommes, dont on pense qu’il a été appris en observant les animaux en train de nager. Des peintures pariétales préhistoriques en Égypte montrent des personnages pratiquant ce qui semble être la nage du chien.
Il est souvent le premier style de nage utilisé par les jeunes enfants lorsqu’ils apprennent à nager.
La nage du chien a aussi été enseignée comme style de nage militaire lorsqu’un style silencieux est nécessaire : en effet, ni les bras, ni les jambes ne traversent la surface de l’eau.